# Avantasia

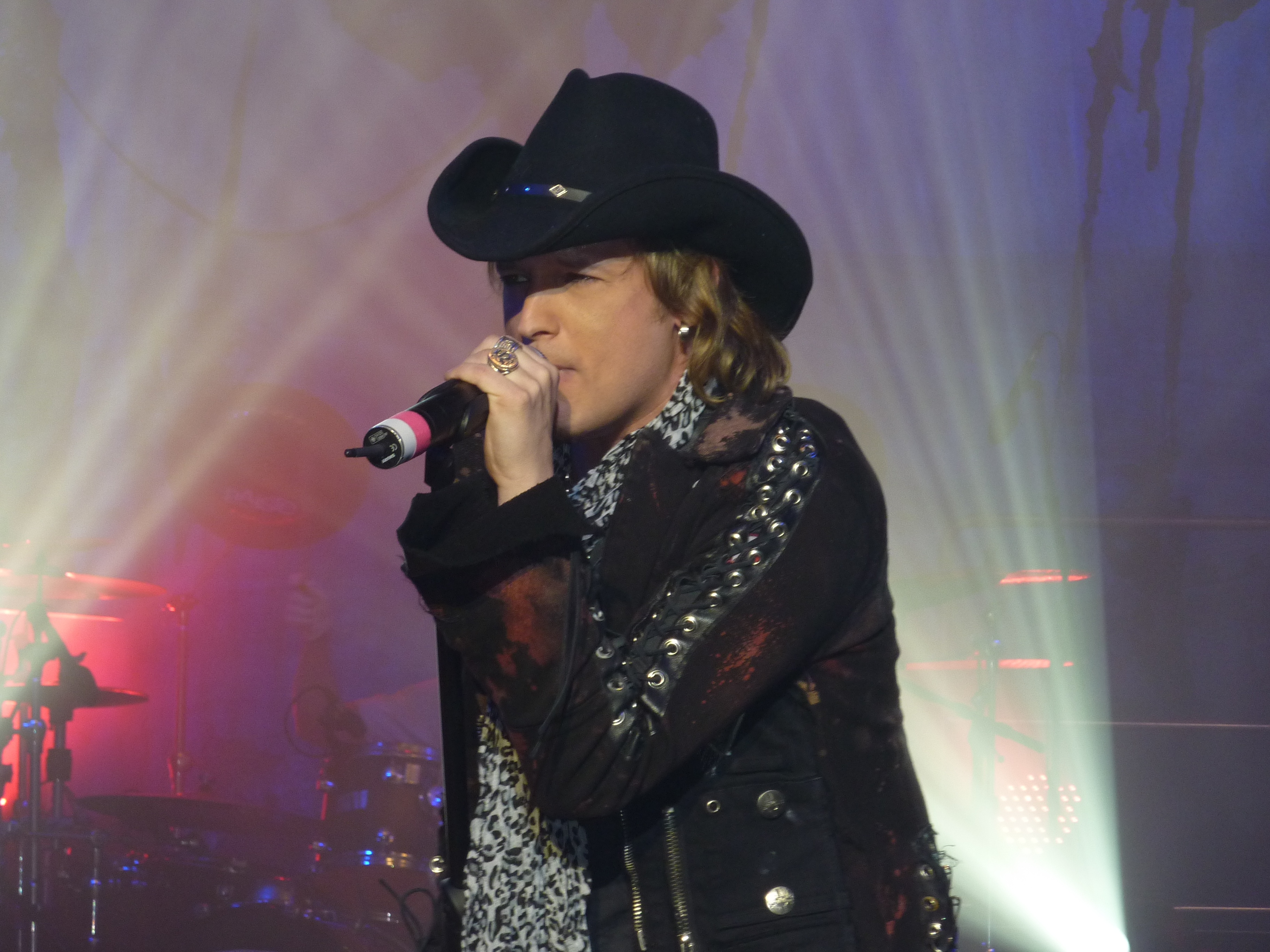
Tobias Sammet (Avantasia) - Fulda - 18/12/2010

Avantasia es un macroproyecto de power metal sinfónico con influencias de ópera, formado en Fulda (Alemania) en 2000, por el vocalista y líder de la banda de power metal Edguy, Tobias Sammet. El nombre de este proyecto es una mezcla de dos palabras: Ávalon y Fantasía y «describe un mundo más allá de la imaginación personal 

## Historia

### 1999 - 2002:The Metal Operapartes I & II
En 1999, durante la gira de Edguy «Theater Of Salvation», Tobias Sammet comenzó a formar la idea de una ópera metal, un álbum conceptual con varios músicos invitados. Cuando la gira estaba terminada sacó su plan de hacer este proyecto, invitando a varios artistas conocidos del metal como Kai Hansen (Gamma Ray), André Matos (ex Angra, ex Shaaman), Rob Rock (ex Axel Rudi Pell, ex Angélica, ex Warrior, Driver, Impellitteri) y Michael Kiske (Helloween). En 2001 salió a la luz el primer álbum titulado The Metal Opera y el proyecto fue completado en 2002 con The Metal Opera Part II.

### 2007 - 2008:The Scarecrow
Previamente a la 3.ª entrega de Avantasia, salió el doble EP Lost in Space a finales de 2007. La 3.ª entrega, The Scarecrow, salió a la venta el 25 de enero de 2008, y el CD cuenta con las aportaciones de Michael Kiske, Eric Singer (Kiss), Alice Cooper, Rudolf Schenker (Scorpions), Kai Hansen & Henjo Richter (Gamma Ray), Bob Catley (Magnum), Jorn Lande, Roy Khan (Ex-Kamelot) y muchos más, sin embargo, el giro artístico al que Sammet sometió la obra, desagradó a muchos puristas que habían elevado sus anteriores entregas al olimpo del metal ópera.

### 2010:The Wicked SymphonyyAngel of Babylon
El 3 de abril de 2010, Avantasia lanzó su siguiente trabajo, dos álbumes llamados The Wicked Symphony y Angel of Babylon, que se pueden adquirir conjuntamente o por separado.

### 2013:The Mistery of Time
El 28 de marzo de 2013, Tobias Sammett reúne nuevamente a Michael Kiske, Bob Catley y Cloudy Yang, quienes junto a nuevas incorporaciones como Joe Lynn Turner (Rainbow, Deep Purple), Byff Byford (Saxon), Eric Martin (Mr. Big) y Ronnie Atkins (Pretty Maids) dan vida a The Mistery of Time calificado como una Epica Rock, este trabajo juega entre el power metal, el rock sinfónico y el hard rock.

### 2016:Ghostlights
Ghostlights se lanzó el 29 de enero de 2016 y contó con la participación de los guitarristas Bruce Kulick y Oliver Hartmann, mientras que los vocalistas invitados fueron Jorn Lande, Michael Kiske, Dee Snider, Geoff Tate, Marco Hietala, Ronnie Atkins, Sharon den Adel, Bob Catley, Robert Mason y Herbie Langhans. Ghostlights obtuvo las posiciones más altas en ventas de Avantasia en varias listas de música internacionales, e incluso permitió a la banda ingresar a las listas de Billboard de EE. UU. por segunda vez.

### 2018 - 2019:Moonglow
El día 15 de febrero de 2019, salió a la venta el octavo disco de estudio de la banda, que tiene por título Moonglow, el álbum contiene las colaboraciones de Geoff Tate, Jørn Lande, Eric Martin, Ronnie Atkins, Mille Petrozza, Candice Night, Michael Kiske, Bob Catley y Hansi Kürsch como vocalistas invitados.

### 2020 - 2022:A Paranormal Evening With the Moonflower Society
El 29 de marzo de 2020, Sammet escribió un comunicado acerca del futuro de Edguy y Avantasia, tras el problema de salud pública que ha azotado al mundo en estos momentos, debido al COVID-19. En cuanto a Avantasia el cantante afirmó que se encuentra trabajando desde la comodidad de su hogar en el que sería el noveno álbum de dicho proyecto y que se trataría de una especie de secuela de su más reciente trabajo Moonglow. Sin embargo también habló sobre Edguy, y ha dicho que el grupo aún se encuentra en pausa. Afirma que quiere llevar de forma tranquila las cosas y que cuando llegue el momento de Edguy será cuando se tenga que dar. Esta noticia alegro a los fanes del proyecto en paralelo de Sammet; sin embargo, algunos quedaron algo decepcionados debido a la pausa en la que se encuentra Edguy. El comunicado de Sammet concluye con sus buenos deseos para que los fanes se mantengan sanos y salvos durante la cuarentena por el coronavirus.
El último disco de Edguy Space Police: Defenders Of a Crown salió a la venta en el año 2014.
El título del noveno álbum es A Paranormal Evening With The Moonflower Society como así reveló Tobias Sammet en la web oficial de la banda en marzo de 2022.
El 28 de junio de 2022, Sammet publicó en todas sus redes sociales la portada y el listado de canciones del nuevo álbum. La portada fue diseñada por el artista sueco Alexander Jansson.
A lo largo del verano de 2022, se han ido publicando canciones con su lyric vídeo animado en YouTube. La primera de ellas, "The Wicked Rule The Night" tiene como artista invitado a Ralf Sheepers (Primal Fear, Gamma Ray), la segunda, "The Moonflower Society" cuenta con Bob Catley (Magnum) y la tercera, "Misplaced Among The Angels", tiene la colaboración de Floor Jansen (Nightwish).

## Miembros

### Miembros actuales
Tobias Sammet:
- Voz (1999-actualidad)
- Bajo (1999-actualidad)
- Teclados (1999-2002)

Sascha Paeth:
- Guitarra (2006-actualidad)
- Productor (2006-actualidad)

Felix Bohnke:
- Batería (2010 - actualidad)

Michael Rodenberg:
- Teclados (2006-actualidad)
- Orquestación (2006-actualidad)

### Invitados

#### Personajes de los Metal Opera (vocalistas invitados)
- Gabriel Laymann - Tobias Sammet (Edguy)

- Lugaid Vandroiy - Michael Kiske (Helloween)

- Friar Jakob - David DeFeis (Virgin Steele)

- Bailiff Falk von Kronberg - Ralf Zdiarstek

- Anna Held - Sharon den Adel (Within Temptation)

- Bishop Johann von Bicken - Rob Rock (Impellitteri)

- Pope Clement VIII - Oliver Hartmann (ex-At Vance)

- Elderane the Elf - André Matos (ex-SymfonShaaman, ex-Angra, ex-Viper)

- Regrin the Dwarf - Kai Hansen (Gamma Ray, Helloween)

- Voice of the Tower - Timo Tolkki (Symfonia, ex-Revolution Renaissance, ex-Stratovarius)

- Tree of Knowledge - Bob Catley (Magnum)

### Invitados Scarecrow

#### Vocalistas invitados
- Roy Khan (ex-Kamelot)

- Jørn Lande (ex-Masterplan)

- Michael Kiske (Helloween / Unisonic)

- Bob Catley (Magnum)

- Amanda Somerville (Aina- Trillium)

- Alice Cooper

- Oliver Hartmann (ex-At Vance)

- David DeFeis (Virgin Steele)

- Klaus Meine (Scorpions)

- Russell Allen (Symphony X, Adrenaline Mob)
- Herbie Langhans (Radiant, Firewind, Sonic Haben)

#### Músicos invitados
- Michael «Miro» Rodenberg - Teclado y Orquestación

- Henjo Richter - Guitarras líderes adicionales

- Kai Hansen - Guitarras líderes adicionales

- Rudolf Schenker - Guitarras líderes adicionales

### Vocalistas
| Vocalistas         | Bandas asociadas                                        | Avantasia                          | The Metal Opera                                                        | The Metal Opera Part II                       | Lost in Space Part I                | Lost in Space Part II        | The Scarecrow                                           | The Wicked Symphony                                                     | Angel of Babylon                                                                          | The Mystery of Time                                                          | Ghostlights                                                               | Moonglow                                                          | A Paranormal Evening With The Moonflower Society |
| ------------------ | ------------------------------------------------------- | ---------------------------------- | ---------------------------------------------------------------------- | --------------------------------------------- | ----------------------------------- | ---------------------------- | ------------------------------------------------------- | ----------------------------------------------------------------------- | ----------------------------------------------------------------------------------------- | ---------------------------------------------------------------------------- | ------------------------------------------------------------------------- | ----------------------------------------------------------------- | ------------------------------------------------ |
| Tobias Sammet      | Edguy                                                   | todas las canciones                | todas las canciones                                                    | todas las canciones                           | todas las canciones                 | todas las canciones          | todas las canciones                                     | todas las canciones                                                     | todas las canciones, excepto pista 8 (Symphony of Life)                                   | todas las canciones                                                          | todas las canciones                                                       | todas las canciones                                               | todas las canciones                              |
| Michael Kiske      | ex-Helloween, Place Vendome, Kiske/Somerville, Unisonic | Reach Out for the Light, Avantasia | Reach Out for the Light, Breaking Away, Farewell, Avantasia, The Tower | The Seven Angels, No Return                   |                                     | Promised Land                | The Scarecrow, Shelter from the Rain, What Kind of Love | Wastelands, Runaway Train                                               | Stargazers                                                                                | Where Clock Hands Freeze, Savior In The Clockwork, Dweller In A Dream        | Ghostlights, Unchain The Light, Wake Up To The Moon                       | Requiem for a Dream                                               | The Inmost Light, Arabesque                      |
| Andre Matos        | ex-Shaaman, ex-Angra, ex-Viper, ex-Symfonia             |                                    | Inside, Sign of the Cross, The Tower                                   | The Seven Angels, No Return, Chalice of Agony |                                     |                              |                                                         | Blizzard On a Broken Mirror                                             |                                                                                           |                                                                              |                                                                           |                                                                   |                                                  |
| David DeFeis       | Virgin Steele                                           | Final Sacrifice                    | Serpents in Paradise, The Tower                                        | The Seven Angels, The Final Sacrifice         |                                     |                              |                                                         |                                                                         |                                                                                           |                                                                              |                                                                           |                                                                   |                                                  |
| Kai Hansen         | Gamma Ray, ex-Helloween                                 |                                    | Inside, Sign of the Cross                                              | The Seven Angels, Chalice of Agony            |                                     |                              | Shelter From The Rain                                   |                                                                         |                                                                                           |                                                                              |                                                                           |                                                                   |                                                  |
| Oliver Hartmann    | ex-At Vance                                             |                                    | The Glory of Rome, Sign of the Cross, The Tower                        | The Seven Angels                              |                                     |                              | I Don't Believe in Your Love                            |                                                                         | Stargazers                                                                                |                                                                              | Backing Vocals                                                            |                                                                   |                                                  |
| Rob Rock           | ex-Axel Rudi Pell, ex-Warrior, Driver, Impellitteri     |                                    | The Glory of Rome                                                      | The Seven Angels, Neverland                   |                                     |                              |                                                         |                                                                         |                                                                                           |                                                                              |                                                                           |                                                                   |                                                  |
| Bob Catley         | Magnum, ex-Hard Rain                                    |                                    |                                                                        | The Looking Glass, In Quest for               | The Story Ain't Over                |                              | Shelter from the Rain, Cry Just a Little                | Runaway Train                                                           | Journey to Arcadia                                                                        | The Great Mystery                                                            | A Restless Heart and Obsidian Skies, Wake Up To The Moon                  | The Piper at the Gates of Dawn, Lavender                          | The Moonflower Society                           |
| Sharon den Adel    | Within Temptation                                       |                                    | Farewell                                                               | Into the Unknown                              |                                     |                              |                                                         |                                                                         |                                                                                           |                                                                              | Isle Of Evermore                                                          |                                                                   |                                                  |
| Ralf Zdiarstek     |                                                         |                                    | Malleus Maleficarum, The Glory of Rome                                 | Memory                                        |                                     |                              |                                                         | Black Wings                                                             |                                                                                           |                                                                              |                                                                           |                                                                   |                                                  |
| Timo Tolkki        | ex-Stratovarius, ex-Revolution Renaissance, ex-Symfonia |                                    | The Tower                                                              |                                               |                                     |                              |                                                         |                                                                         |                                                                                           |                                                                              |                                                                           |                                                                   |                                                  |
| Jørn Lande         | ex-Ark, ex-Masterplan, Jorn                             |                                    |                                                                        |                                               | Another Angel Down                  | Promised Land                | The Scarecrow, Another Angel Down, Devil in the Belfry  | The Wicked Symphony, Runaway Train, Crestfallen, Forever is a Long Time | Stargazers, Angel of Babylon, Rat Race, Down in the Dark, Alone I Remember, Promised Land |                                                                              | Let The Storm Descend Upon You, Ghostlights, Lucifer, Wake Up To The Moon | Book of Shallows, The Raven Child, The Piper at the Gates of Dawn | I Tame the Storm, Arabesque                      |
| Amanda Somerville  | Aina, Kiske/Somerville                                  |                                    |                                                                        |                                               | Lost in Space, The Story Ain't Over | Lost in Space, Lost in Space | What Kind of Love, Lost in Space                        |                                                                         |                                                                                           |                                                                              |                                                                           |                                                                   |                                                  |
| Roy Khan           | ex-Conception, ex-Kamelot                               |                                    |                                                                        |                                               |                                     |                              | Twisted Mind                                            |                                                                         |                                                                                           |                                                                              |                                                                           |                                                                   |                                                  |
| Alice Cooper       |                                                         |                                    |                                                                        |                                               |                                     |                              | The Toy Master                                          | Death Is Just A Feeling                                                 |                                                                                           |                                                                              |                                                                           |                                                                   |                                                  |
| Eric Singer        | Kiss, ex-Black Sabbath, ex-Alice Cooper                 |                                    |                                                                        |                                               | Ride the Sky                        |                              |                                                         |                                                                         |                                                                                           |                                                                              |                                                                           |                                                                   |                                                  |
| Russell Allen      | Symphony X                                              |                                    |                                                                        |                                               |                                     |                              |                                                         | The Wicked Symphony, States of Matter                                   | Stargazers, Journey to Arcadia                                                            |                                                                              |                                                                           |                                                                   |                                                  |
| Klaus Meine        | Scorpions                                               |                                    |                                                                        |                                               |                                     |                              |                                                         | Dying for an Angel                                                      |                                                                                           |                                                                              |                                                                           |                                                                   |                                                  |
| Tim "Ripper" Owens | ex-Judas Priest, ex-Yngwie Malmsteen, ex-Iced Earth     |                                    |                                                                        |                                               |                                     |                              |                                                         | Scales of Justice                                                       |                                                                                           |                                                                              |                                                                           |                                                                   |                                                  |
| Jon Oliva          | Savatage, Jon Oliva's Pain                              |                                    |                                                                        |                                               |                                     |                              |                                                         |                                                                         | Death is Just a Feeling                                                                   |                                                                              |                                                                           |                                                                   |                                                  |
| Cloudy Yang        |                                                         |                                    |                                                                        |                                               |                                     |                              |                                                         |                                                                         | Symphony of Life                                                                          | Sleepwalking                                                                 | Backing Vocals                                                            |                                                                   |                                                  |
| Joe Lynn Turner    | ex-Rainbow, ex-Deep Purple, ex-Yngwie Malmsteen         |                                    |                                                                        |                                               |                                     |                              |                                                         |                                                                         |                                                                                           | Spectres, The Watchmakers' Dream, Savior In The Clockwork, The Great Mystery |                                                                           |                                                                   |                                                  |
| Biff Byford        | Saxon                                                   |                                    |                                                                        |                                               |                                     |                              |                                                         |                                                                         |                                                                                           | Black Orchid, Savior In The Clockwork, The Great Mystery                     |                                                                           |                                                                   |                                                  |
| Ronnie Atkins      | Pretty Maids                                            |                                    |                                                                        |                                               |                                     |                              |                                                         |                                                                         |                                                                                           | Invoke The Machine                                                           | Let The Storm Descend Upon You, Unchain The Light, Wake Up To The Moon    | Book of Shallows, Starlight, The Piper at the Gates of Dawn       | Paper Plane                                      |
| Eric Martin        | Mr. Big                                                 |                                    |                                                                        |                                               |                                     |                              |                                                         |                                                                         |                                                                                           | What's Left Of Me                                                            |                                                                           | The Piper at the Gates of Dawn, Maniac                            | Rhyme and Reason                                 |
| Robert Mason       | Warrant                                                 |                                    |                                                                        |                                               |                                     |                              |                                                         |                                                                         |                                                                                           |                                                                              | Let The Storm Descend Upon You, Babylon Vampires, Wake Up To The Moon     |                                                                   |                                                  |
| Dee Snider         | Twisted Sister                                          |                                    |                                                                        |                                               |                                     |                              |                                                         |                                                                         |                                                                                           |                                                                              | The Haunting                                                              |                                                                   |                                                  |
| Geoff Tate         | Queensrÿche                                             |                                    |                                                                        |                                               |                                     |                              |                                                         |                                                                         |                                                                                           |                                                                              | Seduction Of Decay                                                        | Invincible, Alchemy, The Piper at the Gates of Dawn               | Scars                                            |
| Herbie Langhans    | Sinbreed                                                |                                    |                                                                        |                                               |                                     |                              |                                                         |                                                                         |                                                                                           |                                                                              | Draconian Love                                                            |                                                                   |                                                  |
| Marco Hietala      | Nightwish                                               |                                    |                                                                        |                                               |                                     |                              |                                                         |                                                                         |                                                                                           |                                                                              | Master of The Pendulum                                                    |                                                                   |                                                  |
| Candice Night      | Blackmore's Nightt                                      |                                    |                                                                        |                                               |                                     |                              |                                                         |                                                                         |                                                                                           |                                                                              |                                                                           | Moonglow                                                          |                                                  |
| Mille Petrozza     | Kreator                                                 |                                    |                                                                        |                                               |                                     |                              |                                                         |                                                                         |                                                                                           |                                                                              |                                                                           | Book of Shallows                                                  |                                                  |
| Hansi Kursch       | Blind Guardian                                          |                                    |                                                                        |                                               |                                     |                              |                                                         |                                                                         |                                                                                           |                                                                              |                                                                           | Book of Shallows, The Raven Child                                 |                                                  |
| Ralf Scheepers     | Primal Fear, ex-Gamma Ray                               |                                    |                                                                        |                                               |                                     |                              |                                                         |                                                                         |                                                                                           |                                                                              |                                                                           |                                                                   | The Wicked Rule The Night                        |
| Floor Jansen       | Nightwish, ex-After Forever, ex-ReVamp                  |                                    |                                                                        |                                               |                                     |                              |                                                         |                                                                         |                                                                                           |                                                                              |                                                                           |                                                                   | Kill The Pain Away, Misplaced Among The Angels   |

### Músicos
| Músico                   | Bandas asociadas                                                                       | Avantasia         | The Metal Opera           | The Metal Opera Part II    | Lost in Space Part I | Lost in Space Part II      | The Scarecrow                    | The Wicked Symphony      | Angel of Babylon                 | The Mystery of Time         | Ghostlights                    | Moonglow             |
| ------------------------ | -------------------------------------------------------------------------------------- | ----------------- | ------------------------- | -------------------------- | -------------------- | -------------------------- | -------------------------------- | ------------------------ | -------------------------------- | --------------------------- | ------------------------------ | -------------------- |
| Tobias Sammet            | Edguy                                                                                  | Teclados (todas)  | Teclados (todas)          | Teclados (todas) Bajo (10) | Bajo (todas)         | Bajo (todas)               | Bajo (todas)                     | Bajo (todas)             | Bajo (todas)                     | Bajo (todas)                | Bajo (todas), Teclados         | Bajo (todas)         |
| Henjo Richter            | Gamma Ray                                                                              | Guitarras (todas) | Guitarras (todas)         | Guitarras (todas)          | Guitarra solista (3) | Guitarra solista (2, 3, 4) | Guitarra solista (2, 3, 6, 7, 8) |                          | Guitarra solista (10)            |                             |                                |                      |
| Markus Grosskopf         | Helloween                                                                              | Bajo (todas)      | Bajo (todas)              | Bajo (todas)               |                      |                            |                                  |                          |                                  |                             |                                |                      |
| Alex Holzwarth           | Rhapsody of Fire, ex-Angra                                                             | Batería (todas)   | Batería (todas)           | Batería (todas)            |                      |                            |                                  | Batería (3, 7, 8, 10)    | Batería (1, 2, 3, 11)            |                             |                                |                      |
| Jens Ludwig              | Edguy                                                                                  |                   | Guitarra solista (12, 13) | Guitarra solista (5, 9)    |                      |                            |                                  |                          |                                  |                             |                                |                      |
| Timo Tolkki              | ex-Stratovarius, ex-Revolution Renaissance, ex-Symfonia                                |                   |                           | Guitarra solista (1, 10)   |                      |                            |                                  |                          |                                  |                             |                                |                      |
| Norman Meiritz           |                                                                                        |                   | Guitarra acústica (6)     | Guitarra rítmica (10)      |                      |                            |                                  |                          |                                  |                             |                                |                      |
| Frank Tischer            |                                                                                        |                   | Piano (11)                | Piano (1, 4, 7)            |                      |                            |                                  |                          |                                  |                             |                                |                      |
| Sascha Paeth             | ex-Heavens Gate, Aina                                                                  |                   |                           |                            | Guitarra (todas)     | Guitarra (todas)           | Guitarra (todas)                 | Guitarra (todas)         | Guitarra (todas)                 | Guitarra (todas)            | Guitarra (todas)               | Guitarra (todas)     |
| Eric Singer              | Kiss, ex-Black Sabbath, ex-Alice Cooper                                                |                   |                           | Batería (10)               | Batería (todas)      | Batería (todas)            | Batería (todas)                  | Batería (2, 4, 6)        | Batería (5, 7, 9, 10)            |                             |                                |                      |
| Michael "Miro" Rodenberg | Aina, Kamelot                                                                          |                   |                           |                            | Teclados (todas)     | Teclados (todas)           | Teclados (todas)                 | Teclados (todas)         | Teclados (todas excepto pista 2) | Teclados (todas)            | Teclados (todas), Orquestación | Teclados (todas)     |
| Kai Hansen               | ex-Helloween, Gamma Ray, ex-Iron Savior                                                |                   |                           |                            |                      |                            | Guitarra solista (3)             |                          |                                  |                             |                                |                      |
| Rudolf Schenker          | Scorpions                                                                              |                   |                           |                            |                      |                            | Guitarra solista (10)            |                          |                                  |                             |                                |                      |
| Bruce Kulick             | ex-Kiss, Grand Funk Railroad                                                           |                   |                           |                            |                      |                            |                                  | Guitarra solista (6, 11) | Guitarra solista (5, 9, 11)      | Guitarra solista (3, 6, 10) | Guitarra solista (9,10,12)     |                      |
| Oliver Hartmann          | ex-At Vance                                                                            |                   |                           |                            |                      |                            |                                  | Guitarra solista (2, 8)  | Guitarra solista (1, 2, 3)       | Guitarra solista (4, 7)     | Guitarra (todas)               | Guitarra solista (4) |
| Felix Bohnke             | Edguy                                                                                  |                   |                           |                            |                      |                            |                                  | Batería (1, 5, 9 11)     | Batería (4, 6, 8)                |                             | Batería (todas)                | Batería (todas)      |
| Jens Johansson           | Stratovarius, ex-Yngwie Malmsteen                                                      |                   |                           |                            |                      |                            |                                  |                          | Teclados (2)                     |                             |                                |                      |
| Eddy Wrapiprou           | Edguy                                                                                  |                   |                           |                            |                      |                            |                                  |                          | Teclados (all)                   |                             |                                |                      |
| Simon Oberender          |                                                                                        |                   |                           |                            |                      |                            |                                  | Órgano (11)              | Órgano (9)                       |                             |                                |                      |
| Russell Gilbrook         | Uriah Heep                                                                             |                   |                           |                            |                      |                            |                                  |                          |                                  | Batería (todas)             |                                |                      |
| Arjen Anthony Lucassen   | Ayreon, Star One, Guilt Machine, Ambeon, ex-Stream of Passion, ex-Vengeance, ex-Bodine |                   |                           |                            |                      |                            |                                  |                          |                                  | Guitarra solista (2)        |                                |                      |
| Ferdy Doernberg          | Axel Rudi Pell                                                                         |                   |                           |                            |                      |                            |                                  |                          |                                  | Órgano Hammond (2)          |                                |                      |

## Discografía

### Estudio
1. The Metal Opera - 2001
2. The Metal Opera Part II - 2002
3. The Scarecrow - 2008
4. The Wicked Symphony - 2010
5. Angel of Babylon - 2010
6. The Mystery of Time - 2013
7. Ghostlights - 2016
8. Moonglow - 2019
9. A Paranormal Evening with the Moonflower Society - 2022
10. Here Be Dragons - 2025

### EP
1. Lost in Space Parte 1 -2007
2. Lost in Space Parte 2 -2007

## Sitios Vinculados
- Discografía de Avantasia (en MP3)

- Datos: Q158641
- Multimedia: Avantasia / Q158641